# Astrakí

Astrakí, en grec moderne : Αστρακοί, est un village du dème d'Archánes-Asteroússia, dans le district régional de Héraklion, de la Crète, en Grèce. Selon le recensement de 2011, la population d'Astrakí compte 228 habitants.
Le village est situé à une altitude de 280 mètres et à une distance de 23 km de Héraklion.